# بحر الخصوبة

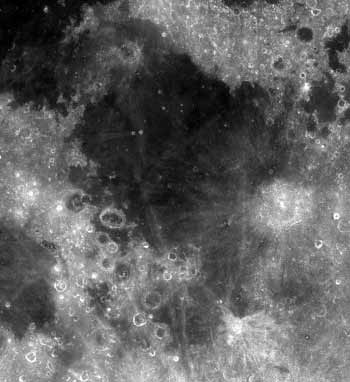
بحر الخصوبة

بحر الخصوبة (باللاتينية: Mare Fecunditatis) هو بحر قمري في النصف المنير من القمر، وهو واحد من أكبر البحار القمرية، ويصل القطر الأعظمي فيه إلى مسافة 840 كم.
كان بحر الخصوبة الموقع الذي حطت عليه بعثة لونا 16 وجمعت منه عينات للدراسة في سنة 1970. عثر في بحر الخصوبة على مناطق فيها شذوذ بالجاذبية كما في بحر الصفاء وبحر الأمطار عن طريق برنامج المتتبع القمري.